# Cleveland (Virginia)
Cleveland es una localidad del Condado de Russell, Virginia, Estados Unidos. Según el censo de 2000 tenía una población de 148 habitantes y una densidad de población de 476.2 hab/km².

## Demografía
Según el censo de 2000, había 148 personas, 81 hogares y 43 familias residiendo en la localidad. La densidad de población era de 476,2 hab./km². Había 113 viviendas con una densidad media de 363,6 viviendas/km². El 97,97% de los habitantes eran blancos y el 2,03% pertenecía a dos o más razas.
Según el censo, de los 81 hogares en el 11,1% había menores de 18 años, el 43,2% pertenecía a parejas casadas, el 6,2% tenía a una mujer como cabeza de familia y el 45,7% no eran familias. El 42,0% de los hogares estaba compuesto por un único individuo y el 19,8% pertenecía a alguien mayor de 65 años viviendo solo. El tamaño promedio de los hogares era de 1,83 personas y el de las familias de 2,45.
La población estaba distribuida en un 8,8% de habitantes menores de 18 años, un 6,8% entre 18 y 24 años, un 23,0% de 25 a 44, un 28,4% de 45 a 64 y un 33,1% de 65 años o mayores. La media de edad era 55 años. Por cada 100 mujeres había 102,7 hombres. Por cada 100 mujeres de 18 años o más, había 104,5 hombres.
Los ingresos medios por hogar en la localidad eran de 11.346 dólares ($) y los ingresos medios por familia eran 14.688 $. Los hombres tenían unos ingresos medios de 35.833 $ frente a los 25.000 $ para las mujeres. La renta per cápita para la ciudad era de 11.263 $. El 41,8% de la población y el 36,6% de las familias estaban por debajo del umbral de pobreza. El 61,5% de los menores de 18 años y el 33,3% de los habitantes de 65 años o más vivían por debajo del umbral de pobreza.

## Geografía
Según la Oficina del Censo de los Estados Unidos, Cleveland tiene un área total de 0,4 km² de los cuales 0,3 km² corresponden a tierra firme y 0,1 km² a agua. El porcentaje total de superficie con agua es 14,29%.